# Eje semirrígido
Se le conoce como eje semirrígido de un automóvil , a un tipo de suspensión trasera, que a diferencia de la de eje rígido las ruedas pueden ser relativamente independientes.
Entre las que se pueden distinguir las siguientes variantes:
- Eje con barra de torsión.
- Eje de torsión